# Quentalia coarya
Quentalia coarya is een vlinder uit de familie van de echte spinners (Bombycidae). De wetenschappelijke naam van de soort is voor het eerst geldig gepubliceerd in 1929 door William Schaus.